# Hermann von Holleufer
Wolfgang Hermann von Holleufer (* 21. Juni 1803 in Oschatz; † 22. Dezember 1878 in Liegnitz) war ein deutscher Verwaltungsbeamter und Politiker.

## Leben
Wolfgang Hermann war Angehöriger des Adelsgeschlechts von Holleuffer. Er war der Sohn des königlich sächsischen Majors Wolfgang Friedrich von Holleufer und dessen Ehefrau Charlotte Sophie geborene von Pape aus dem Hause Hevesen. Holleufer, der evangelischer Konfession war, blieb unverheiratet.
Holleufer war Regierungsrat, später Oberregierungsrat bei der Regierung in Liegnitz. Am Ende seines Berufslebens wurde er zum Geheimen Regierungsrat ernannt. Er war 1850 Mitglied im Volkshaus des Erfurter Unionsparlaments, gewählt im 6. Wahlbezirk der Provinz Schlesien (Liegnitz, Goldberg, Hainau). Im Parlament gehörte er der Fraktion Bahnhofspartei an.